# Héctor Chiriboga
Héctor Lautaro Chiriboga (Quito, 23 maart 1966) is een voormalig profvoetballer uit Ecuador, die speelde als doelman gedurende zijn carrière.

## Clubcarrière
Chiriboga speelde vanaf 1981 voor onder meer LDU Quito en El Nacional. Met die laatste club won hij in 1992 de Ecuadoraanse landstitel.

## Interlandcarrière
Chiriboga speelde zeven interlands voor Ecuador in de periode 1987-1988. Hij maakte zijn debuut op 8 maart 1987 in de vriendschappelijke uitwedstrijd tegen Cuba (0-1) in Havana. Chiriboga nam met Ecuador deel aan de strijd om de Copa América 1987.
| Interlands van Héctor Chiriboga voor Ecuador | Interlands van Héctor Chiriboga voor Ecuador | Interlands van Héctor Chiriboga voor Ecuador | Interlands van Héctor Chiriboga voor Ecuador | Interlands van Héctor Chiriboga voor Ecuador | Interlands van Héctor Chiriboga voor Ecuador |
| №                                            | Datum                                        | Wedstrijd                                    | Uitslag                                      | Competitie                                   | Goals                                        |
| Als speler van LDU Quito                     | Als speler van LDU Quito                     | Als speler van LDU Quito                     | Als speler van LDU Quito                     | Als speler van LDU Quito                     | Als speler van LDU Quito                     |
| -------------------------------------------- | -------------------------------------------- | -------------------------------------------- | -------------------------------------------- | -------------------------------------------- | -------------------------------------------- |
| 1                                            | 8 maart 1987                                 | Cuba – Ecuador                               | 0 – 0                                        | Vriendschappelijk                            | 0                                            |
| 2                                            | 31 maart 1987                                | Ecuador – Cuba                               | 0 – 1                                        | Vriendschappelijk                            | 0                                            |
| 3                                            | 2 april 1987                                 | Ecuador – Cuba                               | 0 – 0                                        | Vriendschappelijk                            | 0                                            |
| 4                                            | 15 april 1987                                | Peru – Ecuador                               | 0 – 1                                        | Vriendschappelijk                            | 0                                            |
| 5                                            | 4 juli 1987                                  | Peru – Ecuador                               | 1 – 1                                        | Copa América                                 | 0                                            |
| 6                                            | 10 juni 1988                                 | Verenigde Staten – Ecuador                   | 0 – 2                                        | Vriendschappelijk                            | 0                                            |
| 7                                            | 7 september 1988                             | Ecuador – Paraguay                           | 1 – 5                                        | Vriendschappelijk                            | 0                                            |

## Erelijst
Club Deportivo El Nacional
- Campeonato Ecuatoriano

1992